# Stahlhelm

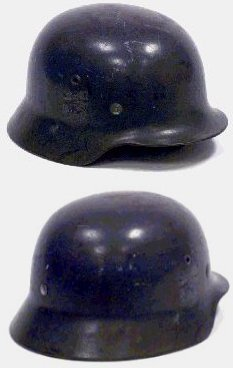
Stahlhelm alemão da Segunda Guerra Mundial.

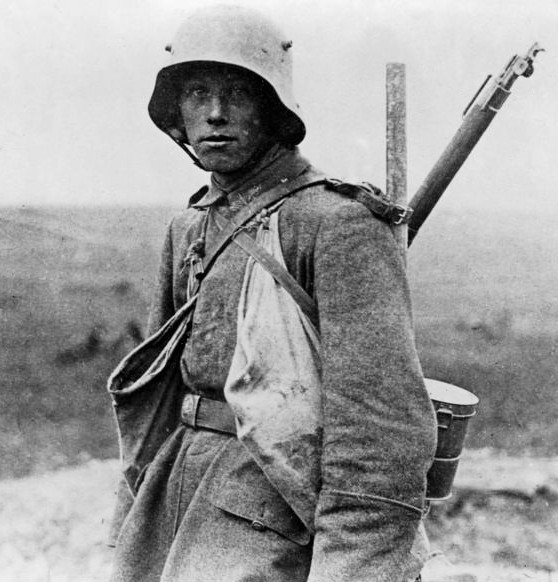
Um soldado alemão durante a primeira guerra mundial com o seu capacete stahlhelm.

Stahlhelm (plural, Stahlhelme) é a tradução literal da designação alemã para "capacete de aço". O Exército Imperial Alemão iniciou a substituição do Pickelhaube pelo Stahlhelm em 1916, durante a Primeira Guerra Mundial. O termo Stahlhelm designa o clássico e simbólico design alemão, mas 
pode também referir-se genéricamente a qualquer outro capacete em metal.

## História
No início da Primeira Guerra Mundial, nenhum dos exércitos combatentes possuía uma eficiente proteção para a cabeça, pois o capacete pickelhaube era em couro e tinha função essencialmente cerimonial. Quando a guerra entrou na fase dos combates em trincheiras, o número de baixas aumentou sensivelmente, devido os ferimentos causados por fragmentação de granadas.
Os franceses foram os primeiros a desenvolver uma proteção efetiva, ainda no final de 1915, quando passaram a distribuir para suas tropas o Capacete Adrian (francês: Capacete Adrian). Os Britânicos criaram o capacete Brodie, que também foi usado por forças americanas; e os alemães começaram a usar o Stahlhelm.
Esse capacete tornou-se um excelente símbolo militar, já que era um elemento comum da propaganda de guerra, assim como o pickelhaube havia sido na Primeira Guerra.

Alemanha Ocidental.
A Alemanha Ocidental abandonou o tradicional Stahlhelm após a Segunda Guerra Mundial,  pois simbolizava a agressividade militar alemã, e adotou uma variação do capacete estadunidense GI pot. O modelo usado pelas tropas paraquedistas (Fallschirmjäger) foi usado por algum tempo pelo GSG 9.
No entanto, os modelos M35/53 remanescentes foram largamente utilizado pela Bundesgrenzschutz (BGS), a Guarda de Fronteira da Alemanha Federal, até meados da década de 90.
Na década de 90 foi adotado o capacete em Kevlar de formato semelhante ao Stahlhelm, apelidado de Fritz.
Os bombeiros alemães utilizaram até recentemente o modelo M34, geralmente pintados em cor fluorescente.
Alemanha Oriental
Na Alemanha Oriental foi adotado um capacete com o design parecido ao utilizado na Segunda Guerra Mundial, porém com formato mais cônico. Os Guardas de Fronteira e algumas unidades policiais permaneceram com o Stahlhelm entre seus equipamentos, entretanto ele raramente foi usado.

Outros países
No Brasil, o Corpo de Bombeiros do Paraná fez uso do M34 até o Governo Militar, quando então foi abolido devido sua antipática simbologia. Esse capacete era na cor branca, com cimeira em metal prateado, e cervilheira (proteção para a nuca) em couro preto.
O exército chileno ainda usa uma variante do Stahlhelm para propósitos cerimoniais.